# Institut d'astrophysique et de planétologie spatiale de Rome
L'Institut d'astrophysique et de planétologie spatiale de Rome (en italien Istituto di astrofisica e planetologia spaziali di Roma) ou IAPS est un centre de recherche en astrophysique italien situé dans la ville de Rome et rattaché à l'Institut national d'astrophysique (INAF). Il s'agit du plus grand centre de recherche en astrophysique italien. L'établissement résulte de la fusion en janvier 2012 de l'Institut d'astrophysique spatiale de Rome et de l'Institut de physique de l'espace interplanétaire de Rome tous deux créés à la fin des années 1960 à Frascati (banlieue sud est de Rome). Le centre compte environ 200 chercheurs et est un des principaux laboratoires de recherche mondial dans son domaine.

## Activité
L'IAPS est engagé dans de nombreuses coopérations avec les principales agences spatiales mondiale : NASA, Agence spatiale européenne, JAXA, Agence spatiale italienne ainsi que d'autres institutions nationales et internationales. Ses principales activités sont la planification et la réalisation de missions spatiales dans les domaines de l'astrophysique et de l'exploration du système solaire, la recherche expérimentale et théorique, le développement de technologies et d'instruments avancés, les observations effectuées depuis la Terre. Les objectifs scientifiques de l'IAPS portent sur la compréhension de la structure de notre Univers depuis son apparition, de son évolution à travers l'étude des corps célestes et des émissions dans différentes bandes du spectre électromagnétique. Les thèmes de recherche les plus importants sont l'étude du système solaire depuis la formation des planètes, l'évolution des relations entre les planètes et le Soleil, l'étude de la formation des étoiles ainsi que les tests des lois de la Relativité et de la gravitation universelle.